# Серни
Серни (фр. Cerny) насеље је и општина у Француској у региону Париски регион, у департману Есон која припада префектури Етан.
По подацима из 2011. године у општини је живело 3310 становника, а густина насељености је износила 193,23 становника/km². Општина се простире на површини од 17,13 km². Налази се на средњој надморској висини од 70 метара (максималној 152 m, а минималној 52 m).

## Демографија
| 1962. | 1968. | 1975. | 1982. | 1990. | 1999. | 2011. |
| ----- | ----- | ----- | ----- | ----- | ----- | ----- |
| 1.060 | 1.200 | 1.659 | 2.258 | 2.774 | 3.066 | 3.310 |

График промене броја становника у току последњих година